# Syndicalisme criminel

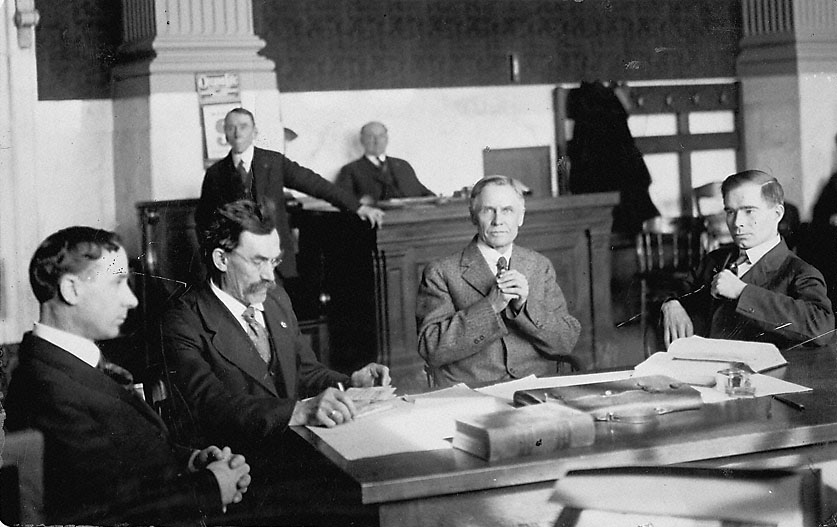
Me William Simon U'Ren défendant en 1935 des communistes de l'Oregon contre des accusations de syndicalisme criminel.

Le syndicalisme criminel (criminal syndicalism) est, dans le droit de plusieurs juridictions des États-Unis, la doctrine faisant l'apologie du crime ou autres moyens illégaux afin de parvenir à la réforme sociale.

## Description
Le syndicalisme criminel décrit la doctrine selon laquelle la réforme sociale, économique et politique doit être atteinte par la violence ou d'autres moyens illégaux,,,,.
Par extension, et par analogie aux lois sur l'anarchie criminelle, le terme de syndicalisme criminel est aussi employé pour décrire les actes inspirés par cette doctrine, l'apologie de cette doctrine ainsi que d’organisations faisant l'apologie de cette doctrine.

## Histoire

### Prémices
Durant le XIXe siècle, les relations sociales aux États-Unis étaient marquées par une grande violence; le syndicat Industrial Workers of the World (I.W.W.), fondée en 1905, prônait l'action directe tels que la grève sauvage ou le boycott dans les luttes sociales.
En 1917, la I.W.W. lança des appels d'ordre antimilitaristes et pacifistes ; de plus, des accusations de sabotage furent lancées contre cette organisation.

### Naissance des lois sur le syndicalisme criminel
En 1917, l'Idaho fut le premier état à promulguer des lois contre le syndicalisme criminel, en réaction à une grève des secteurs miniers et forestiers, fortement pénétrés par l'I.W.W.; les poursuites entreprises en application de cette loi détruisirent cette organisation dans cet État. La même année, le Minnesota promulgua une loi semblable.
En 1919, la Californie, confrontée à des grèves dans son puissant secteur agricole, promulgua une loi portant répression du syndicalisme criminel.
De 1917 à 1920, vingt États fédérés ainsi que deux territoires adoptèrent, au total, des lois semblables.

### Application
Huit mois après l'adoption en février 1918 de lois sur le syndicalisme criminel par le Montana, 134 personnes furent arrêtées et, parmi elles, 52 furent condamnées; dans l'Idaho, berceau de ces lois, ce furent 200 arrestations et 31 condamnations qui eurent lieu durant la période entre 1917 et 1918.
La fin de la Première Peur Rouge amena une baisse de l'usage de ces lois.
En 1927, la Cour suprême des États-Unis valida, dans l’arrêt Whitney v. California, les lois sur le syndicalisme criminel, arguant que l’État a le droit de se défendre contre tout discours incitant à la violence afin de le détruire.
En 1935, Dirk De Jonge, militant communiste, fut condamné par l'Oregon pour avoir évoqué, au cours d'un meeting communiste, les conditions de détentions dans la prison du comté de Multnomah ainsi qu'une grève maritime à Portland; la Cour Suprême cassa la condamnation,,.

### Évolution
En 1969, la Cour Suprême adopta, dans l’arrêt Brandenburg, des standards plus stricts par rapport au Premier amendement et cassa, par conséquent, la condamnation de Clarence Brandenburg pour syndicalisme criminel.
L'application de cette loi fut rendue plus difficile par la suite.
En 1997, le Montana accusa plusieurs adhérents du mouvement des miliciens, dont Joe Holland et Calvin Greenup, de syndicalisme criminel après qu'ils eurent menacé de pendre plusieurs personnages officiels,,; en 1999, une proposition de loi passa, qui remplaça l'infraction de syndicalisme par celle d'"incitation criminelle" (criminal incitement) afin de respecter la jurisprudence fédérale sur le premier amendement.
En 2007, Matthew Hunter Kramer fut arrêté pour ce motif après avoir menacé un élu républicain avec un fusil.
En 2009, à l'initiative de Ed Blackmon, arrêté pour violation de ces lois 45 ans plus tôt, le Mississippi a abrogé ses lois sur le syndicalisme criminel, adoptées en 1964 afin de lutter contre le mouvement des droits civiques,,,.

#### Cas notables
Voici quelques personnes ayant été poursuivies ou condamnées pour syndicalisme criminel:

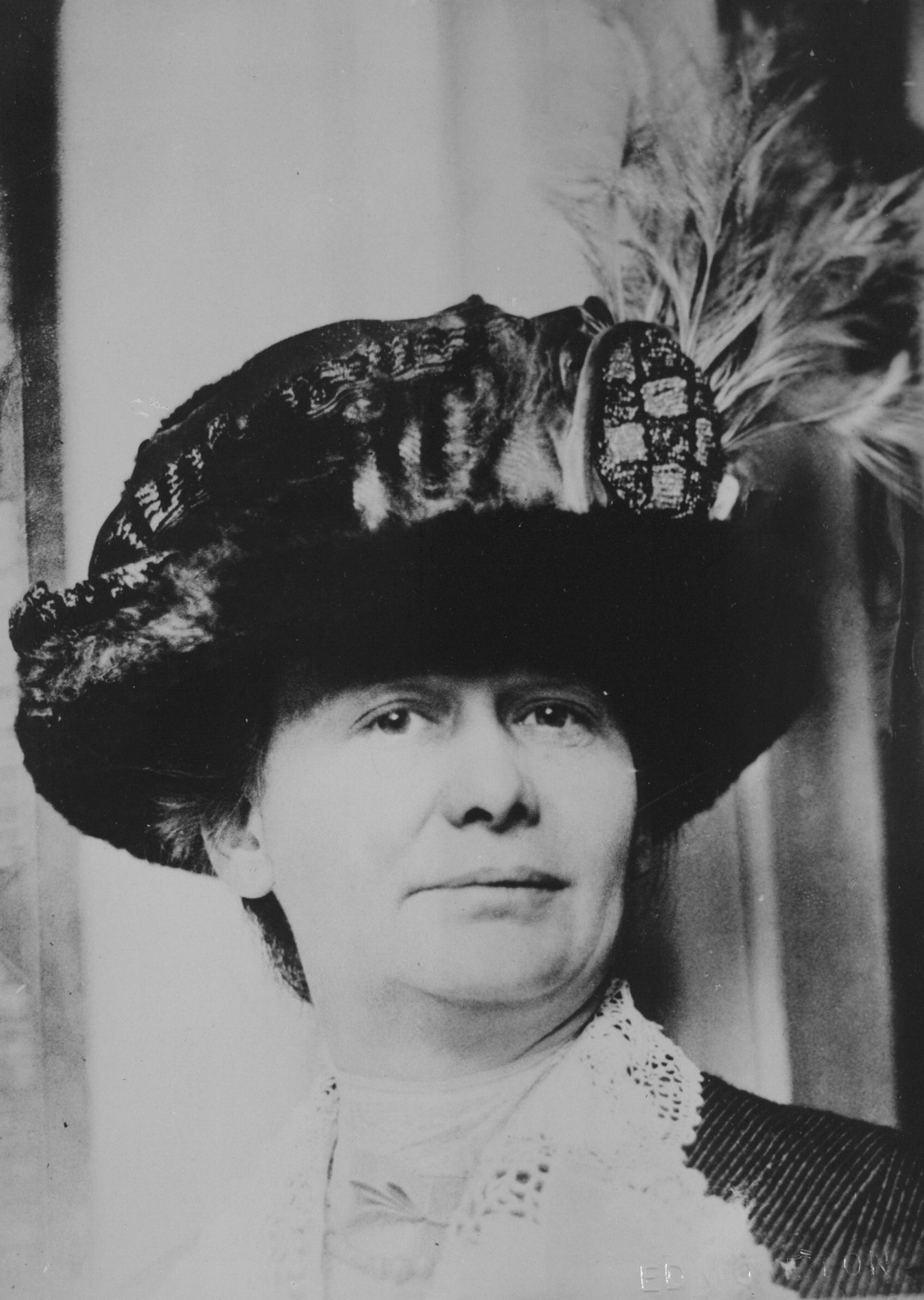
Photo d'Anita Whitney prise dans les années 1910.

- Charlotte Anita Whitney fut condamnée pour syndicalisme criminel pour avoir participé à un meeting du Parti communiste des États-Unis d'Amérique à Oakland; le gouverneur la gracia peu de temps après[Droit 3].
- Le 23 septembre 1964, dans le Mississippi, vingt-quatre afro-américains furent arrêtés dans le comté de McComb pour ce motif après s’être rassemblés pour protester contre des attentats à l'explosif[16],[17],[18],[19],[20].
- Clarence Brandenburg, chef local du Ku Klux Klan, fut condamné par l'Ohio pour avoir appelé à la "revengeance" envers les autorités fédérales par rapport à la déségrégation ; sa condamnation fut, par la suite, annulée par la Cour suprême[Droit 2],[21],[22].

## Actuellement
En 2025, les juridictions du Colorado, du Nevada, de l'Oklahoma,,,, de l'Utah,,, ainsi que de la Virginie-Occidentale, ont encore des lois pénalisant le syndicalisme criminel.
De plus, les juridictions suivantes font encore références à la notion de syndicalisme criminel dans leur législation :
- La Californie autorise le renvoi d'enseignants s’ils sont impliqués dans des actes de syndicalisme criminel[Droit 18].
- Le Minnesota autorise les tribunaux ainsi que l'administration à intervenir dans des grèves dans lesquelles le syndicalisme criminel est impliqué[Droit 19].